# Juan Manuel Sánchez
Juan Manuel Sánchez, född den 18 april 1965 i Valladolid, Spanien, är en spansk kanotist.
Han tog bland annat VM-guld i K-2 500 meter i samband med sprintvärldsmästerskapen i kanotsport 1991 i Paris.